# Championnats d'Europe de judo 2016
Navigation
Édition précédente Édition suivante
Les championnats d'Europe de judo 2016, trentième édition des championnats d'Europe de judo réunifiés, ont lieu du 21 au 24 avril 2016 à Kazan, en Russie.

## Podiums

### Femmes
| Épreuves                          | Or                 | Argent                 | Bronze                               |
| --------------------------------- | ------------------ | ---------------------- | ------------------------------------ |
| Moins de 48 kg poids super-légers | Charline Van Snick | Éva Csernoviczki       | Dilara Lokmanhekim Monica Ungureanu  |
| Moins de 52 kg poids mi-légers    | Majlinda Kelmendi  | Priscilla Gneto        | Andreea Chițu Yulia Ryzhova          |
| Moins de 57 kg poids légers       | Automne Pavia      | Ivelina Ilieva         | Nora Gjakova Timna Nelson Levy       |
| Moins de 63 kg poids mi-moyens    | Tina Trstenjak     | Kathrin Unterwurzacher | Ekaterina Valkova Anicka van Emden   |
| Moins de 70 kg poids moyens       | Gévrise Émane      | Esther Stam            | Sabina Gercsák Fanny-Estelle Posvite |
| Moins de 78 kg poids mi-lourds    | Audrey Tcheuméo    | Guusje Steenhuis       | Natalie Powell Luise Malzahn         |
| Plus de 78 kg poids lourds        | Kayra Sayit        | Svitlana Iaromka       | Jasmin Külbs Belkıs Zehra Kaya       |

### Hommes
| Épreuves                          | Or                   | Argent                 | Bronze                          |
| --------------------------------- | -------------------- | ---------------------- | ------------------------------- |
| Moins de 60 kg poids super-légers | Walide Khyar         | Orkhan Safarov         | Hovhannes Davtyan Elios Manzi   |
| Moins de 66 kg poids mi-légers    | Vazha Margvelashvili | Colin Oates            | Fabio Basile Arsen Galstyan     |
| Moins de 73 kg poids légers       | Rüstəm Orucov        | Lasha Shavdatuashvili  | Rok Drakšič Nugzar Tatalashvili |
| Moins de 81 kg poids mi-moyens    | Khasan Khalmurzaev   | Avtandil Tchrikishvili | Ivaylo Ivanov Robin Pacek       |
| Moins de 90 kg poids moyens       | Varlam Liparteliani  | Krisztián Tóth         | Marcus Nyman Piotr Kuczera      |
| Moins de 100 kg poids mi-lourds   | Henk Grol            | Toma Nikiforov         | Michael Korrel Grigori Minaskin |
| Plus de 100 kg poids lourds       | Teddy Riner          | Or Sasson              | Levani Matishvili Daniel Natea  |

### Par équipes
| Épreuves | Or      | Argent | Bronze                                                                                         |
| -------- | ------- | ------ | ---------------------------------------------------------------------------------------------- |
| Femmes   | Pologne | Russie | Allemagne France Astride Gneto Lola Benarroche Margaux Pinot Mélissa Héleine Madeleine Malonga |
| Hommes   | Géorgie | Russie | Pologne Azerbaïdjan                                                                            |

## Tableau des médailles
Le tableau des médailles officiel ne prend pas en compte les deux compétitions par équipes et les pays à égalité sont départagés par leur nombre de cinquièmes et septièmes places.
| Rang  | Nation      | Or | Argent | Bronze | Total |
| ----- | ----------- | -- | ------ | ------ | ----- |
| 1     | France      | 5  | 1      | 1      | 7     |
| 2     | Géorgie     | 2  | 3      | 2      | 7     |
| 3     | Pays-Bas    | 1  | 1      | 2      | 4     |
| 4     | Azerbaïdjan | 1  | 1      | 0      | 2     |
| 5     | Belgique    | 1  | 1      | 0      | 2     |
| 6     | Russie      | 1  | 0      | 3      | 4     |
| 7     | Turquie     | 1  | 0      | 2      | 3     |
| 8     | Slovénie    | 1  | 0      | 1      | 2     |
| 9     | Kosovo      | 1  | 0      | 1      | 2     |
| 10    | Hongrie     | 0  | 2      | 1      | 3     |
| 11    | Royaume-Uni | 0  | 1      | 1      | 2     |
| 12    | Israël      | 0  | 1      | 1      | 2     |
| 13    | Bulgarie    | 0  | 1      | 1      | 2     |
| 14    | Autriche    | 0  | 1      | 0      | 1     |
| 14    | Ukraine     | 0  | 1      | 0      | 1     |
| 16    | Roumanie    | 0  | 0      | 3      | 3     |
| 17    | Italie      | 0  | 0      | 2      | 2     |
| 18    | Allemagne   | 0  | 0      | 2      | 2     |
| 19    | Suède       | 0  | 0      | 2      | 2     |
| 20    | Estonie     | 0  | 0      | 1      | 1     |
| 21    | Arménie     | 0  | 0      | 1      | 1     |
| 21    | Pologne     | 0  | 0      | 1      | 1     |
| Total | Total       | 14 | 14     | 28     | 56    |

## Sources
- Résultats complets des Championnats d'Europe 2016, sur le site de l'eju.